# Baurioides
Baurioides es un género extinto de sinápsido no mamífero.